# Четікамп (річка)
Четікамп (англ. Chéticamp River) — річка на острові Кейп-Бретон у Новій Шотландії, розташована біля західного входу в національний парк Кейп-Бретон-Гайлендс, який включає Акадську стежку. Згідно з підрахунками провінції Нова Шотландія, у 2011 році в межах басейну річки Четікамп проживало 2650 осіб.
Річка витікає з озера Четікамп на Кейп-Бретонському нагір'ї і впадає в затоку Святого Лаврентія біля села Четікамп, Нова Шотландія. Частину стоку озера було відведено для проекту гідроелектричної системи Wreck Cove.
Атлантичний лосось відвідує цю річку для нересту .